# Lamarque-Pontacq
Lamarque-Pontacq (okzitanisch: Era Marca) ist eine französische Gemeinde mit 867 Einwohnern (Stand: 1. Januar 2022) im Département Hautes-Pyrénées in der Region Okzitanien; sie gehört zum Arrondissement Tarbes und zum Kanton Ossun. Die Einwohner werden Lamarquais genannt.

## Geografie
Lamarque-Pontacq liegt rund neun Kilometer südsüdwestlich des Stadtzentrums von Tarbes. Umgeben wird Lamarque-Pontacq von den Nachbargemeinden Pontacq im Norden, Ossun im Osten und Nordosten, Bartrès im Südosten, Barlest im Süden und Südosten, Lourdes im Süden und Südwesten sowie Saint-Vincent im Westen.

## Bevölkerungsentwicklung
| Jahr                       | 1962 | 1968 | 1975 | 1982 | 1990 | 1999 | 2006 | 2013 |
| Einwohner                  | 514  | 551  | 658  | 664  | 659  | 645  | 734  | 814  |
| Quellen: Cassini und INSEE |      |      |      |      |      |      |      |      |

## Sehenswürdigkeiten

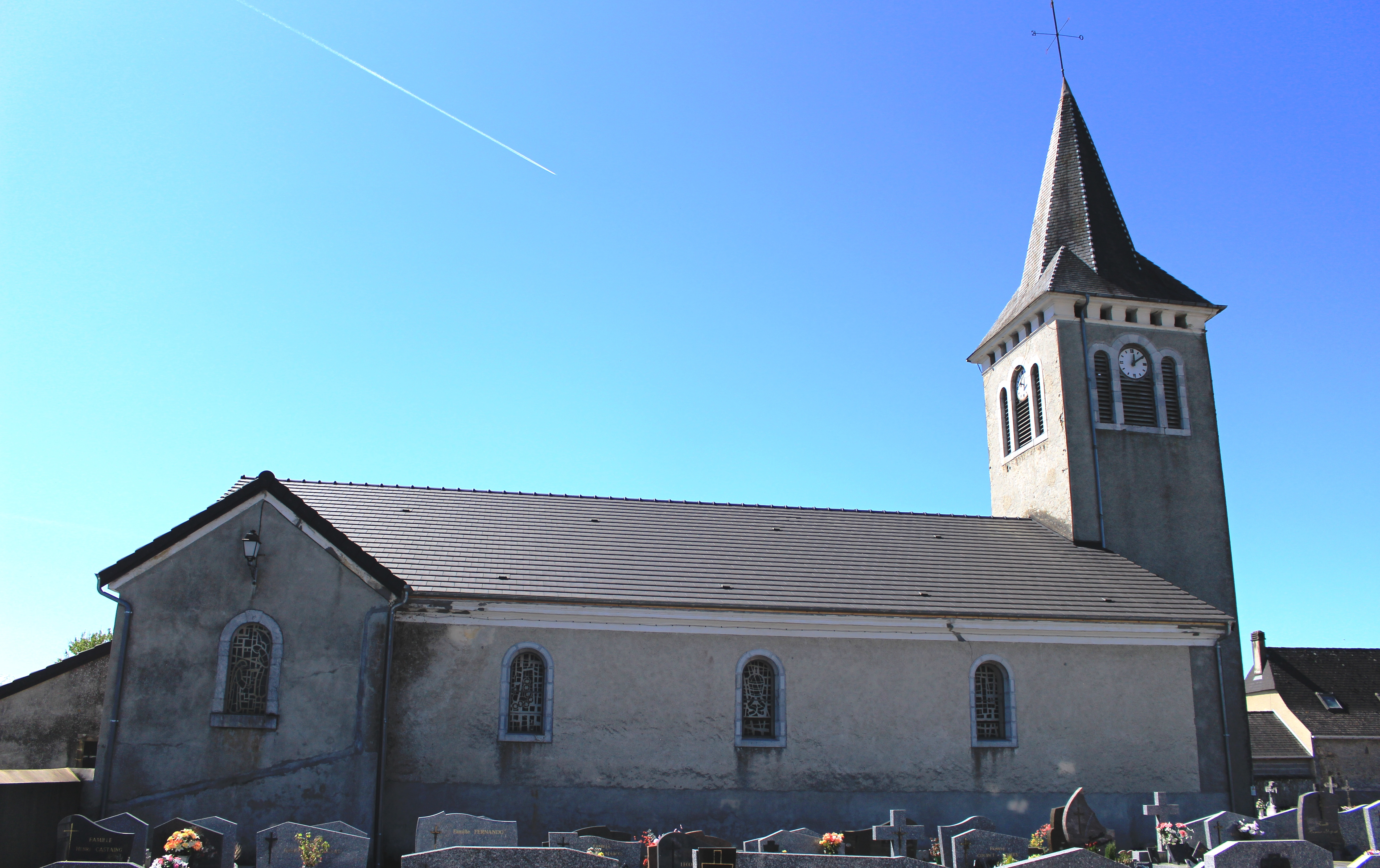
Kirche Saint-Pierre
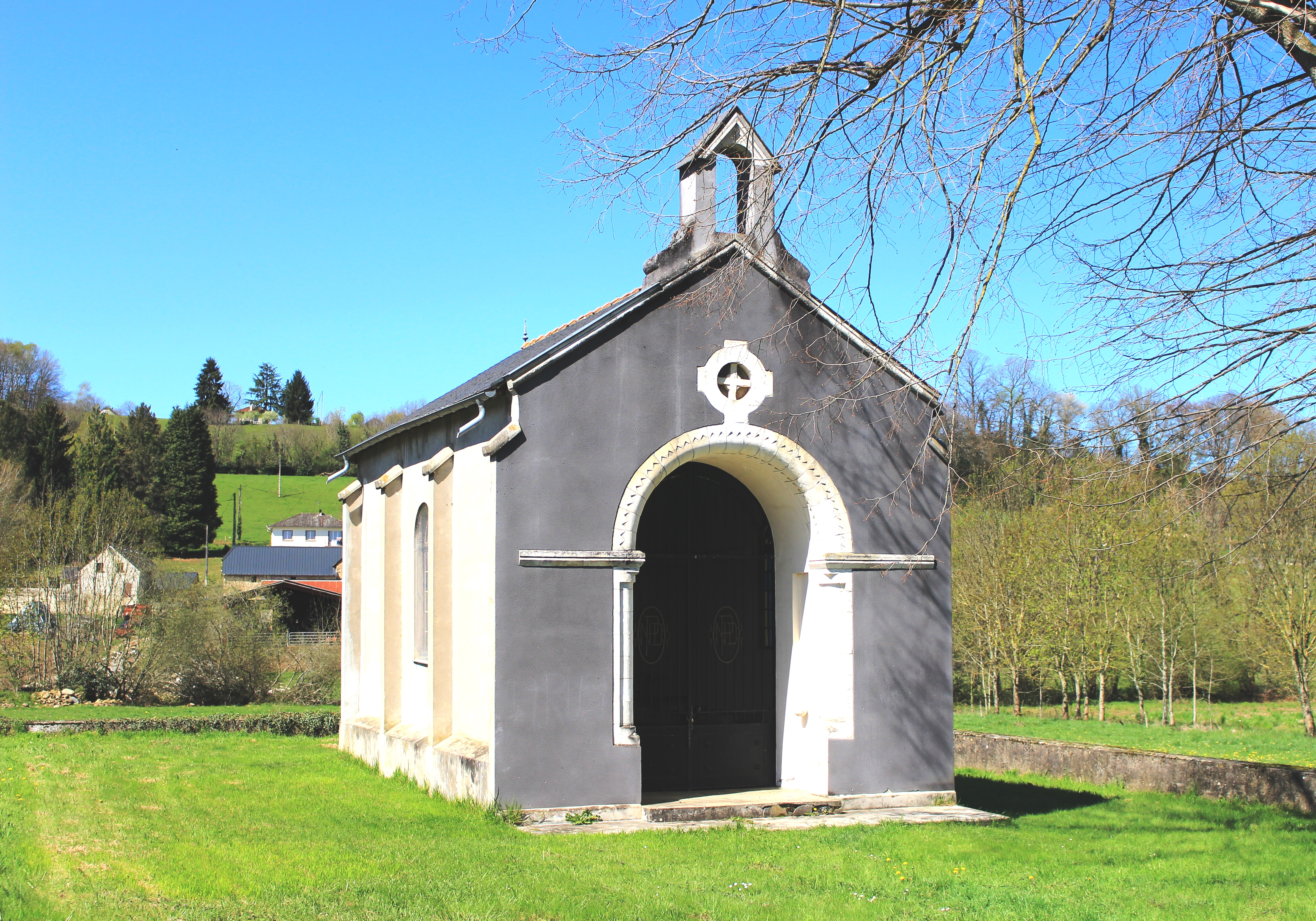
Kapelle Notre-Dame-de-Piétat

- Kirche Saint-Pierre
- Kapelle Notre-Dame-de-Piétat